# Serbonnes
 Serbonnes  es una población y comuna francesa que se encuentra en la región de Borgoña, departamento de Yonne, en el distrito de Sens y cantón de Sergines.

## Demografía
| 278 | 282 | 269 | 273 | 383 | 454 |
| Para los censos de 1962 a 1999 la población legal corresponde a la población sin duplicidades (Fuente: INSEE [Consultar]) |     |     |     |     |     |